# 長生郡市広域市町村圏組合
長生郡市広域市町村圏組合（ちょうせいぐんしこういきしちょうそんけんくみあい）は、千葉県茂原市、長生郡一宮町、睦沢町、長生村、白子町、長柄町、長南町の1市5町1村が設立している一部事務組合。

## 概要

### 事務所
- 茂原市下永吉2101（事務局総務課、医療民生課、環境衛生課、長生郡市視聴覚教材センター）
- 茂原市茂原598（消防本部）
- 長生郡長南町報恩寺579（長南聖苑）
- 茂原市高師395-2（水道部）
- 茂原市本納2777（長生病院）

### 主な事務内容
- 関係市町村圏計画の策定及び実施のための連絡調整
- 一般廃棄物の収集、運搬及び処理
- 一般廃棄物処理の基本計画及び実施計画の策定
- 一般廃棄物処理業の許可及びし尿浄化槽清掃業の許可
- 容器包装廃棄物の分別収集計画の策定、分別収集及び処理
- 消防事務
- 水道事業
- 長生郡市夜間急病診療所の設置及び管理
- 在宅当番医制事業
- 2次医療機関運営事業
- 関係市町村の職員の共同研修事務
- 視聴覚教材センターの設置及び管理
- 病院事業
- 火葬場・斎場の設置及び管理(一宮町、睦沢町、長生村及び白子町を除く)（長南聖苑）
- 霊柩運送事業(一宮町、睦沢町、長生村及び白子町を除く)
- 長生郡市温水センターの設置及び管理
- 介護認定審査会の設置及び運営

### 組織
- 管理者：1人（関係市町村長の互選）
- 副管理者：6人（管理者以外の関係市町村長）

## 常備消防事務

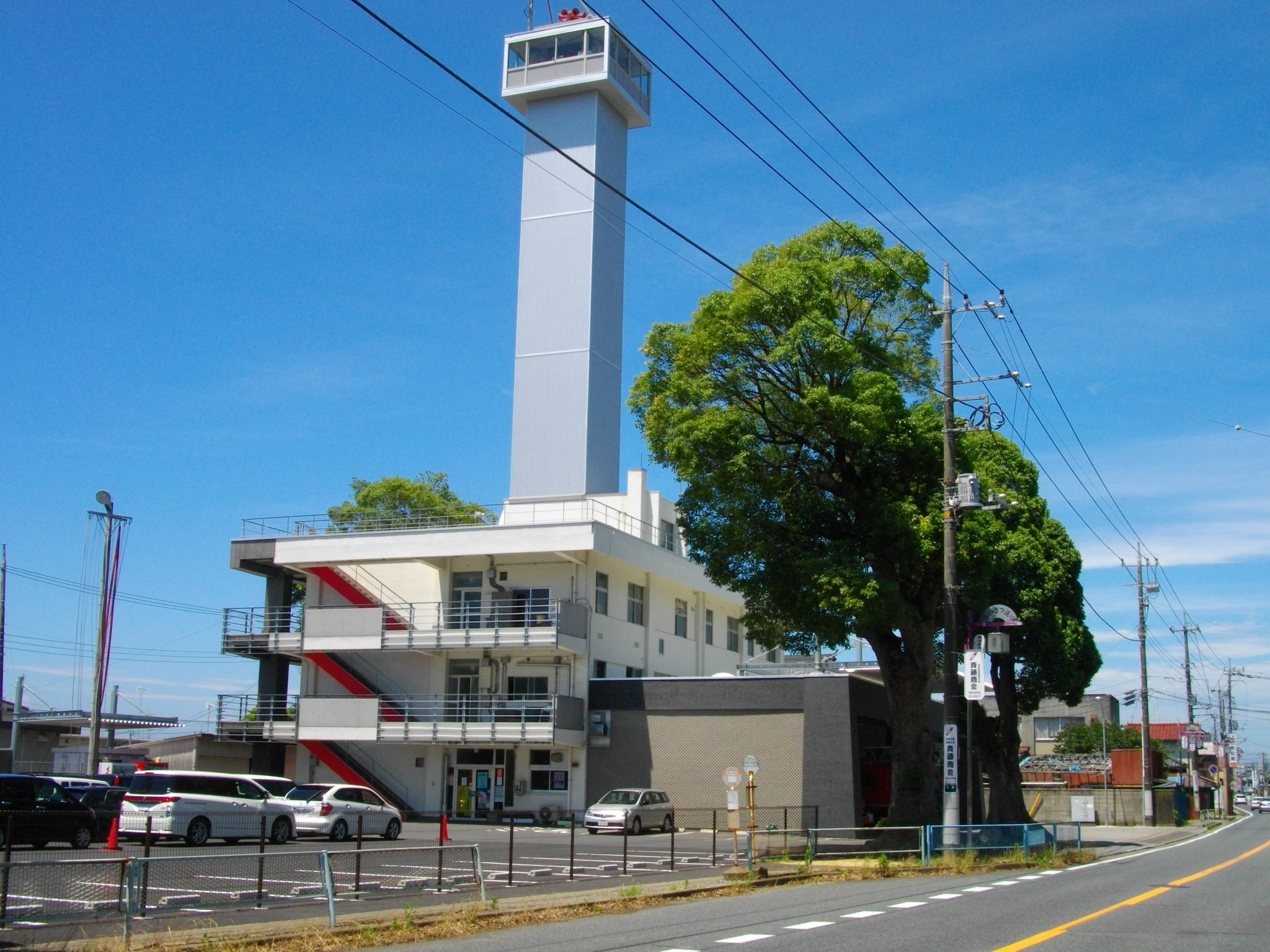
長生郡市広域市町村圏組合消防本部

### 概要
- 消防本部：茂原市茂原598
- 管内面積：326.98km2
- 職員定数：232人
- 消防署4カ所、分署4カ所
- 主力機械（2018年4月1日現在）
  - 普通消防ポンプ自動車：4
  - 水槽付消防ポンプ自動車：7（予備車含む）
  - 水槽付消防ポンプ自動車（救助資機材搭載型）：1
  - はしご付消防自動車：1
  - 化学消防自動車：1
  - 救急自動車：9（予備車含む）
  - 指揮車：4
  - 救助工作車：1
  - 広報車：2
  - その他：9（事務車、資機材搬送車、支援車II型など）

【主力機械に関する参考文献：平成28年版消防防災年報（千葉県総務部消防地震防災課）】

### 沿革
- 1971年4月1日　茂原市、一宮町、睦沢村（1983年町制施行により睦沢町）、長生村、白子町、長柄町、本納町（1972年茂原市と合併）及び長南町の1市5町2村により長生郡市広域市町村圏組合を設立する。
  - 茂原市消防本部より消防職員41人が移行し、消防車両等が茂原市より贈与され、長生郡市広域市町村圏組合消防本部を開設する。
- 1971年6月　消防庁舎が完成する。
- 1972年4月　3分遣所を開設し、1署3分遣所体制となる。
- 1974年4月　分遣所が分署に昇格し、1署3分署体制となる。
- 1982年4月　3分署が北消防署、南消防署、西消防署に昇格する。入山津分遣所を開設し、4署1分遣所体制となる。
- 1983年4月　味庄分遣所を開設し、4署2分遣所体制となる。
- 1984年4月　佐貫分遣所を開設し、4署3分遣所体制となる。
- 1997年2月　初の高規格救急車を配置する。
- 1997年4月　本納分遣所を開設し、4署4分遣所体制となる。救急救命士による高規格救急車の運用を開始する。
- 2001年6月　北消防署が茂原市から白子町に新築のうえ移転する。
- 2009年1月 組織改革により4分遣所を分署に昇格。
- 2017年9月　入山津分署を長生村入山津から長生村宮成に新築移転し、名称を長生分署に変更し運用開始。

### 組織
- 本部：総務課、予防課、警防課、通信指令課
- 消防署

### 消防署
| 消防署     | 住所             | 分署                   |
| ---------- | ---------------- | ---------------------- |
| 中央消防署 | 茂原市茂原598    | 本納：茂原市本納2149-1 |
| 北消防署   | 白子町五井2359-1 | 長生：長生村宮成2579-1 |
| 南消防署   | 一宮町一宮8664   | 佐貫：睦沢町佐貫1061-6 |
| 西消防署   | 長南町千田495-2  | 味庄：長柄町味庄21-1   |